# بيلي آنس
بيلي آنس هي مدينة من مدن هايتي. يبلغ عدد سكانها 51,707 نسمة وذلك حسب إحصائيات سنة 2003. يبلغ ارتفاع المدينة عن سطح البحر قرابة 0 متر.